# Unen canto con humor
Unen canto con humor es un espectáculo teatral de humor musical del conjunto argentino de instrumentos informales Les Luthiers. Se estrenó el 9 de junio de 1994 en el Teatro Astengo (Rosario, Argentina) y se representó por última vez el 31 de enero de 1999 en el Teatro Auditorium (Mar del Plata, Argentina). En esta ocasión, el juego de palabras es "Un Encanto Con Humor". La gira de este espectáculo se prolongó debido a que a Les Luthiers se les olvidó videograbar el espectáculo.
Para este espectáculo se escribió "Archivaldo García" que por no tener la repercusión esperada solo llegó al estreno para después ser quitada del programa.

## Programa
- El Regreso del Indio (Chanson indienne)
- Manuel Darío (Música descartable)
- Así hablaba Salí Baba (Verdades hindudables)
- El Negro quiere bailar (Pas de Merengue)
- San Ictícola de los Peces (Tarantela litúrgica)
- A la Playa con Mariana (Balada no avalada)
- Perdónala (Bolérolo)
- Fronteras de la Ciencia (Música del tercer tipo)

## Fuera de Programa
- Vote a Ortega (Música proselitista)
- Quién conociera a María, amaría a María (Canción con mimos)
- Canción para moverse (Canción infantil en 12 movimientos)

- Datos: Q9091363